# Xenillus setosus
Xenillus setosus är en kvalsterart som beskrevs av Grobler, Ozman och Cobanoglu 2003. Xenillus setosus ingår i släktet Xenillus och familjen Xenillidae. Inga underarter finns listade i Catalogue of Life.